# Бакбо

Протекторат Тонкін у складі Індокитайського союзу

Бакбо (в'єт. Bắc bộ) або Тонкін (фр. Le Tonkin) — історико-географічний район В'єтнаму. Північна, найширша частина В'єтнаму.

## Історія

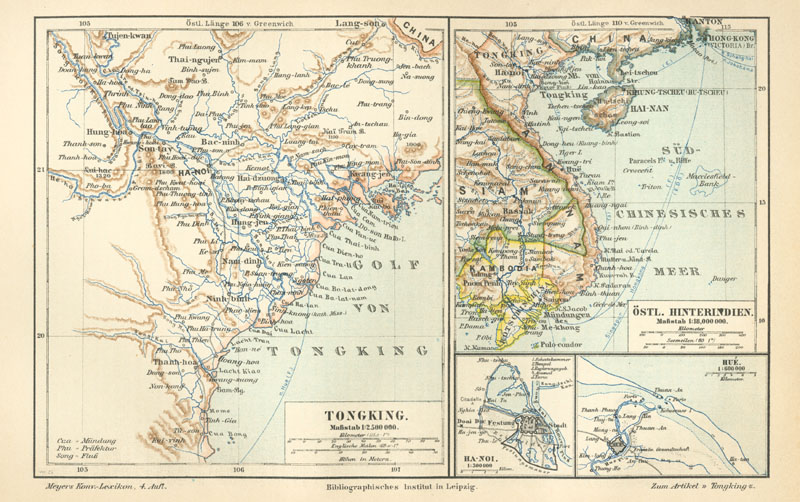
Карта Тонкіна 1888 року

У період Французького Індокитаю Бакбо був завойований французькою армією під командуванням генерала Едуарда Жамона і називався «Протекторат Тонкін».
У 1954 році, за підсумками Женевських угод, Тонкін і північна частина Аннама (до 17-ї паралелі), увійшли до складу Північного В'єтнаму (ДРВ).
У серпні 1964 року одним із приводів для початку відкритого втручання США у війну у В'єтнамі став так званий Тонкінський інцидент — два епізоди за участю військово-морських сил США та Північного В'єтнаму.
В даний час до складу Бакбо входять 16 великих адміністративних одиниць В'єтнаму, серед яких 14 провінцій та міста центрального підпорядкування Ханой та Хайфон.